# Каскадес
Каскадес (на френски: Cascades) е регион в Буркина Фасо. Разположен е в югозападната и част. Граничи с Мали и Кот д'Ивоар. Площта му е 18 434 квадратни километра, а населението е 822 445 души (по изчисления за юли 2018 г.). Каскадес е регионът с най-малко население в Буркина Фасо. Столицата на региона е град Банфора. Разделен е на 2 провинции – Комое и Лераба.